# ミッレージモ
ミッレージモ(伊: Millesimo)は、イタリア共和国リグーリア州サヴォーナ県にある、人口約3,300人の基礎自治体（コムーネ）。
リグリア語で「Millésimu」。

## 地理

### 位置・広がり

#### 隣接コムーネ
隣接するコムーネは以下の通り。
- チェンジョ
- コッセーリア
- ムリアルド
- オジーリア
- パッラーレ
- プローディオ
- ロッカヴィニャーレ

### 地震分類
イタリアの地震リスク階級 (it) では、4 に分類される
。

## 歴史
1796年4月13日にナポレオン・ボナパルトの率いるフランス軍とオーストリア、サルデーニャ王国の連合軍との間でミッレージモの戦い(Battaglia di Millesimo)が行われた。

## 文化・観光
「イタリアの最も美しい村」クラブ加盟コムーネである。

## 写真集

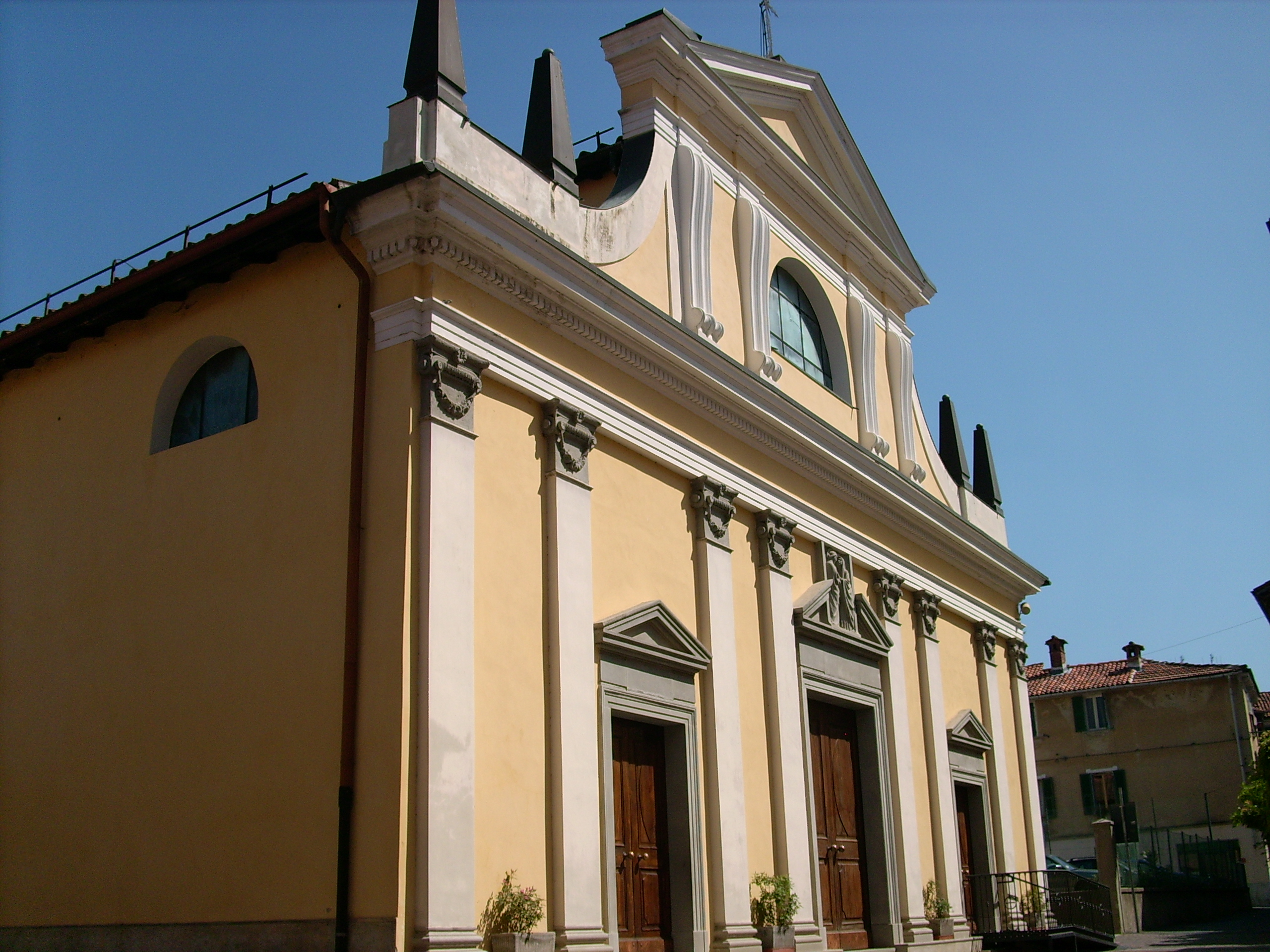
サンタ・マリア教会
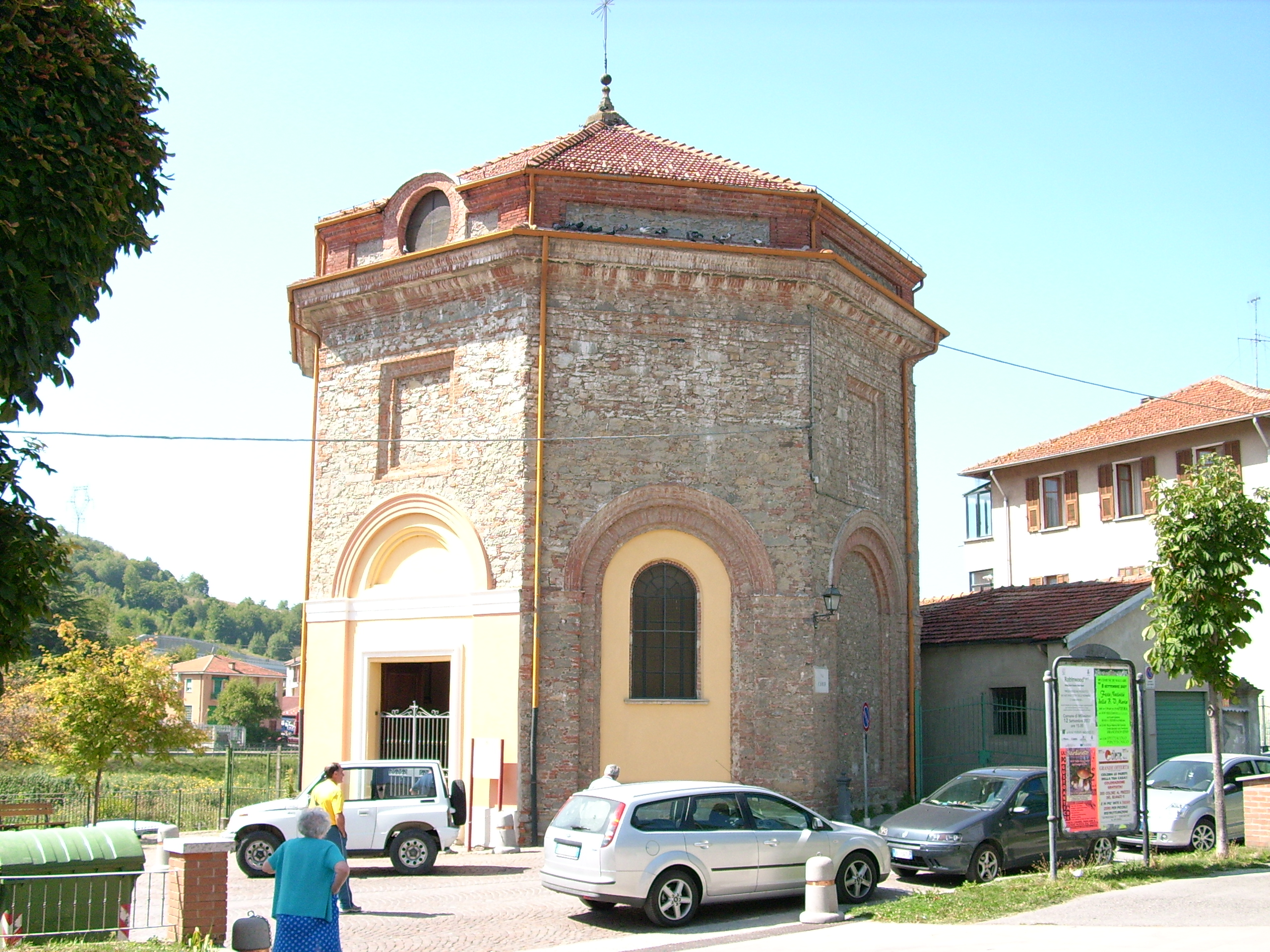
サン・ロッコ礼拝堂
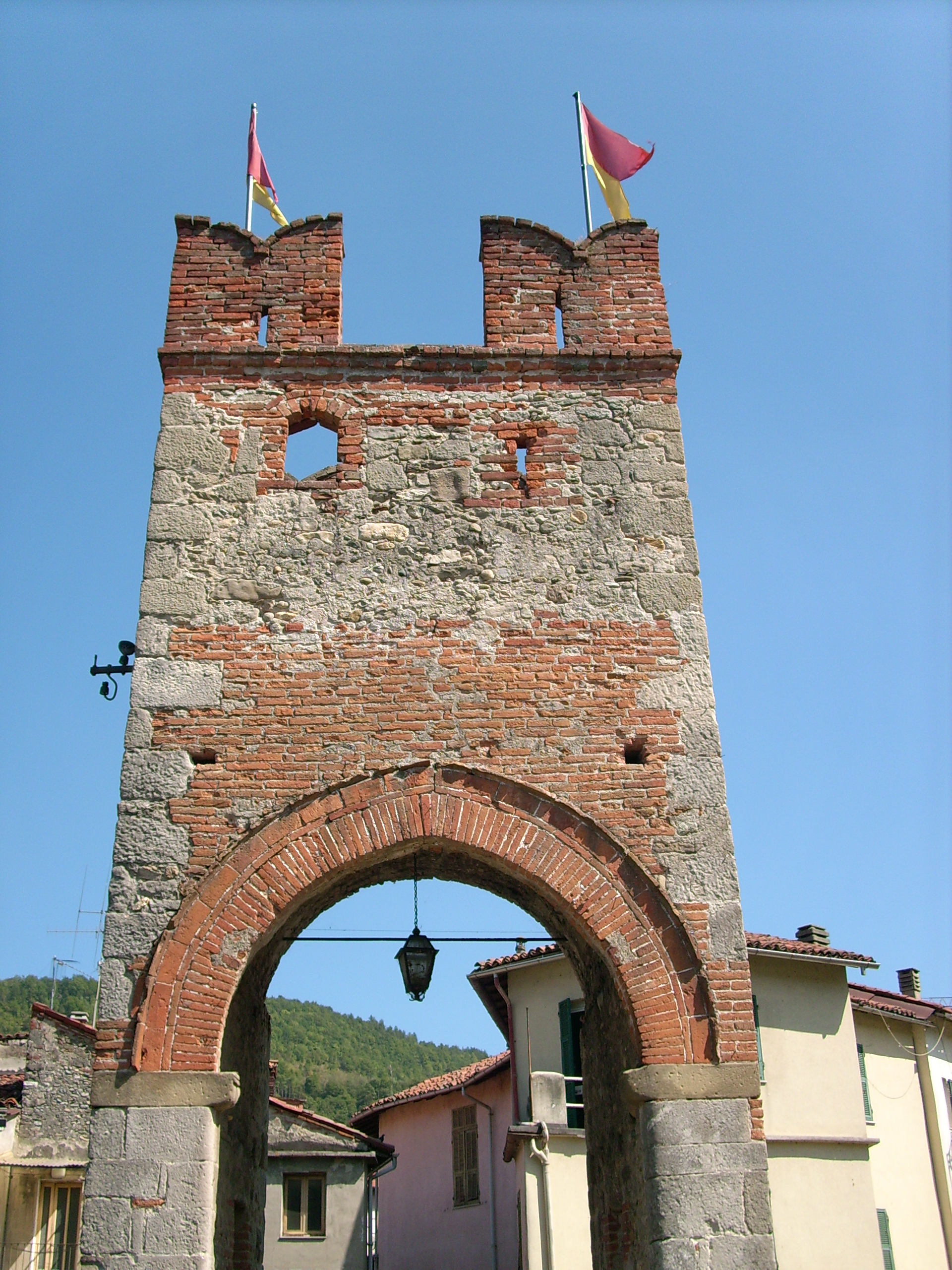
古い城門
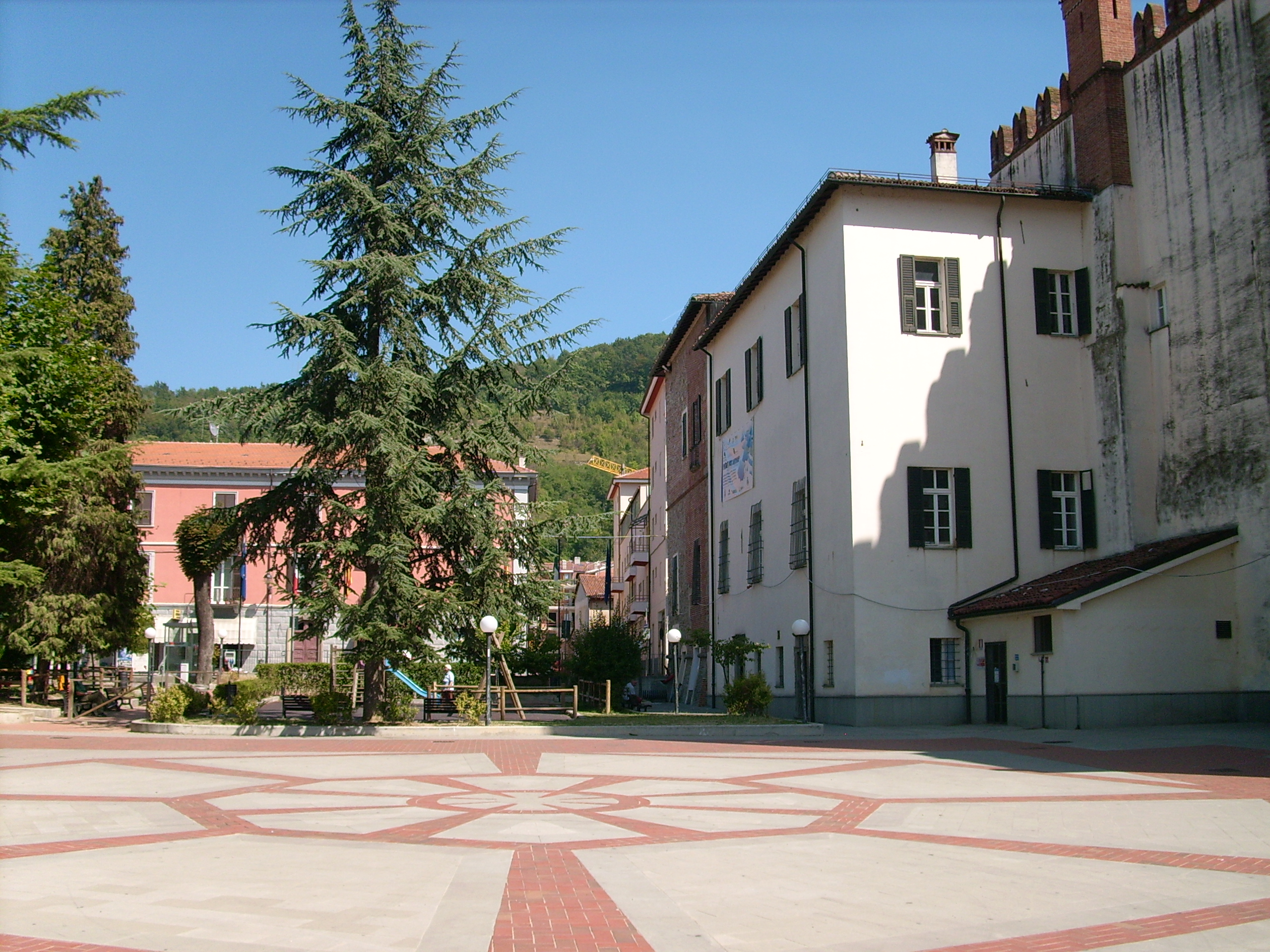
旧市街の広場